# Team Visma-Lease a Bike (Frauenteam)/Saison 2025
Diese Liste beschreibt die Mannschaft und die Siege des UCI Women’s WorldTeams Team Visma-Lease a Bike in der Saison 2025.

## Mannschaft
| Teamkader 2025          | Teamkader 2025     | Teamkader 2025         | Teamkader 2025                   |
| Name                    | Geburtsdatum       | Land                   | Vorheriges Team                  |
| ----------------------- | ------------------ | ---------------------- | -------------------------------- |
| Carlijn Achtereekte     | 29. Januar 1990    | Niederlande            |                                  |
| Marion Bunel            | 7. Oktober 2004    | Frankreich             | St Michel-Mavic-Auber 93 (2024)  |
| Viktória Chladoňová     | 15. November 2006  | Slowakei               |                                  |
| Femke de Vries          | 16. April 1994     | Niederlande            | GT Krush Rebellease (2024)       |
| Pauline Ferrand-Prévot  | 10. Februar 1992   | Frankreich             |                                  |
| Martina Fidanza         | 5. November 1999   | Italien                | Ceratizit-WNT Pro Cycling (2024) |
| Mijntje Geurts          | 25. Oktober 2003   | Niederlande            | Lotto Dstny Ladies (2023)        |
| Lieke Nooijen           | 20. Juli 2001      | Niederlande            | Parkhotel Valkenburg (2023)      |
| Maud Oudeman            | 29. September 2003 | Niederlande            | Canyon-SRAM Racing (2022)        |
| Rosita Reijnhout        | 8. April 2004      | Niederlande            |                                  |
| Linda Riedmann          | 23. März 2003      | Deutschland            |                                  |
| Eva van Agt             | 18. März 1997      | Niederlande            | Le Col-Wahoo (2022)              |
| Fem van Empel           | 3. September 2002  | Niederlande            | Pauwels Sauzen-Bingoal (2022)    |
| Nienke Veenhoven        | 20. März 2004      | Niederlande            |                                  |
| Margaux Vigié           | 21. Juli 1995      | Frankreich             | Lifeplus Wahoo (2023)            |
| Sophie von Berswordt    | 21. Mai 1996       | Niederlande            |                                  |
| Marianne Vos            | 13. Mai 1987       | Niederlande            | CCC-Liv (2020)                   |
| Imogen Wolff            | 26. März 2006      | Vereinigtes Königreich | Shibden Hope Tech Apex (2024)    |
|                         |                    |                        |                                  |
| Quelle: ProCyclingStats |                    |                        |                                  |

## Siege
| Siege | Siege  | Siege | Siege  | Siege  | Siege |
| Datum | Rennen | Staat | Klasse | Sieger |       |
| ----- | ------ | ----- | ------ | ------ | ----- |

## UCI-Weltranglisten-Platzierungen
| UCI-Ranking | UCI-Ranking | UCI-Ranking | UCI-Ranking |
| Fahrer      | Fahrer      | Land        | Punkte      |
| ----------- | ----------- | ----------- | ----------- |